# سيسيليا ريناتا النمساوية
سيسيلا ريناتا من النمسا (بالإنجليزية: Cecilia Renata of Austria)‏‏ (16 يوليو 1611 في غراتس - 24 مارس 1644 في فيلنيوس) أرستقراطية من دوقية لتوانيا الكبرى.‏ والدها هو فرديناند الثاني، إمبراطور روماني مقدس.